# Jezper Söderlund

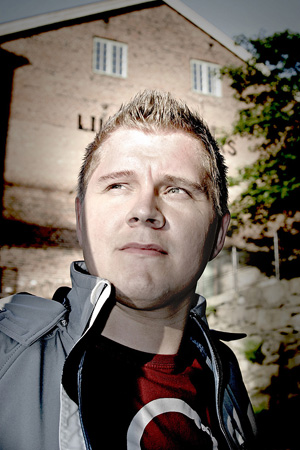
Jezper Söderlund

Jezper Joakim Söderlund (* 27. August 1980) ist ein schwedischer Trance-DJ und -Produzent, der hauptsächlich unter dem Pseudonym Airbase bekannt ist.

## Biographie
Jezper Söderlund begann bereits 1994 mit elektronischer Musik zu experimentieren. 2001 erhielt er schließlich seinen ersten Plattenvertrag und widmete sich seinem Hobby seither professionell. In seinen Anfangsjahren benutzte er eine Vielzahl von Pseudonymen wie etwa Scarab, First & André (zusammen mit seinem Bruder), Ozone, Inner State, JZ oder Rah. Seit 2005 benutzte er jedoch fast ausschließlich nur noch das Pseudonym Airbase. Jezper veröffentlicht seine Produktionen mehrheitlich auf den Musiklabels Intuition Recordings sowie In Trance We Trust, einem Sublabel von Black Hole Recordings.
Jezper war auch einer von drei Gründern der populären Musikwebsite Trance.nu.

## Diskografie

### Alben
| Jahr | Titel         |
| ---- | ------------- |
| 2002 | Initially     |
| 2006 | Collection    |
| 2011 | We might fall |

### Singles
| Jahr | Titel                                 | genutztes Pseudonym         |
| ---- | ------------------------------------- | --------------------------- |
| 2002 | Emotion                               | Airbase                     |
| 2002 | Genie                                 | Airbase                     |
| 2002 | Ionize                                | Ozone                       |
| 2002 | Unity of Earth 2002                   | The Scarab vs. Inzite       |
| 2003 | T-Pod                                 | J.E.Z.P                     |
| 2003 | Angel                                 | Jesper Söderlund            |
| 2003 | Rock                                  | Ozone                       |
| 2003 | Glow/Wave                             | Rah                         |
| 2003 | Pole Position/Seven                   | Rah                         |
| 2003 | Vagabond                              | The Scarab                  |
| 2004 | Pandemonium/Ocean Realm               | Airbase                     |
| 2004 | Changes                               | Inner State                 |
| 2004 | I Scream/Breaking the silence         | J.                          |
| 2004 | The Sound Of Nothing                  | J.L.N.D                     |
| 2004 | Monastery Hill                        | Jezper Söderlund            |
| 2004 | Monday AM/Monday PM                   | Loken                       |
| 2004 | Runaway                               | Loken                       |
| 2004 | Rise                                  | Mono                        |
| 2004 | The Anthem/Ballroom Dancer            | One Man Army                |
| 2005 | Chamberlain                           | Airbase                     |
| 2005 | Silver Cell                           | Airbase pres. Parc          |
| 2005 | Widescreen (Sensation Belgium Anthem) | First&Andre                 |
| 2006 | Escape/For The Fallen                 | Airbase                     |
| 2006 | Sinister                              | Airbase                     |
| 2006 | Bully                                 | Narthex                     |
| 2006 | Q                                     | Ozone                       |
| 2007 | Garden State/Moorea                   | Airbase                     |
| 2007 | One Tear Away/Rest In Peace/Medusa    | Airbase                     |
| 2007 | Roots                                 | Airbase                     |
| 2007 | Cruiser                               | First&Andre                 |
| 2008 | Denial                                | Airbase feat. Floria Ambra  |
| 2008 | The Road Not Taken                    | Airbase                     |
| 2008 | Tangerine/Spion                       | Airbase                     |
| 2008 | Lucid                                 | Airbase                     |
| 2008 | Kingpin                               | Airbase pres. Parc          |
| 2009 | Interfere                             | Airbase feat. Floria Ambra  |
| 2009 | Escape (Remixes)                      | Airbase                     |
| 2009 | Wonders                               | Airbase feat. Floria Ambra  |
| 2009 | Back                                  | Airbase                     |
| 2011 | 40 miles                              | Airbase freat. Empyreal Sun |
| 2011 | St. Emilion EP                        | Airbase                     |
| 2011 | Affirmation                           | Airbase feat. Illana        |
| 2011 | Sun City/Asylum                       | Airbase                     |
| 2011 | We Might Fall                         | Airbase                     |
| 2012 | Less Than More                        | Airbase feat. Floria Ambra  |
| 2012 | Uppercut                              | Airbase                     |
| 2012 | Resurrection                          | Airbase &Aligator           |
| 2013 | Modus Operandi                        | Airbase                     |
| 2014 | Panache                               | Airbase                     |
| 2015 | Panache Remix EP                      | Airbase                     |
| 2015 | Oil                                   | Airbase                     |
| 2015 | Mondegreen                            | Airbase                     |

### Remixe
| Jahr | Künstler                              | Titel (Remix)                                     |
| ---- | ------------------------------------- | ------------------------------------------------- |
| 2001 | Double N feat. Maria Rubia            | Forever And A Day (Airbase Remix)                 |
| 2002 | Labworks                              | Ibiza Sunrise (Airbase Remix)                     |
| 2002 | Above & Beyond                        | Far From In Love (Airbase Remix)                  |
| 2002 | DJ Stigma & Elusive                   | The Answer (The Scarab Remix)                     |
| 2002 | Inner Motion                          | Seven Seals (The Scarab Remix)                    |
| 2002 | Inner Motion                          | (How Did You) Wait For Me (The Scarab Remix)      |
| 2003 | Mat Silver vs Tony Burt               | Ultimate Wave (Airbase Remix)                     |
| 2003 | Jacob & Mendez                        | Moondust (Airbase Remake)                         |
| 2003 | Unknown Source                        | Nadjanema (Airbase Remix)                         |
| 2003 | Envio                                 | Touched By The Sun (Airbase Remix)                |
| 2003 | Iio                                   | Smooth (Airbase Remix)                            |
| 2004 | Matanka feat. Sheryl Deane            | Near Me (Airbase Remix)                           |
| 2004 | Michael Splint feat. Sasja            | Secrets (Broken My Heart) (Airbase Remix)         |
| 2004 | Nordlicht vs. Anergy                  | In Music (Airbase Remix)                          |
| 2004 | Tekara                                | Wanna Be An Angel (Airbase Remix)                 |
| 2004 | Jaron Inc.                            | Nothing To Lose (Airbase Remix)                   |
| 2004 | Nebulus                               | Destination Paradise (Ozone Remix)                |
| 2004 | Alex M.O.R.P.H.                       | Flaming Clouds (Airbase Remix)                    |
| 2004 | Avanto                                | The Flute (Airbase Remix)                         |
| 2004 | Safri Duo                             | Rise (Airbase Damage Remake)                      |
| 2005 | Lennox                                | Flyin’ Amongst The Stars (Airbase Remix)          |
| 2005 | Kenny Hayes                           | Daybreaker (Airbase Remix)                        |
| 2005 | Calanit                               | Sculptured (Airbase Club Mix)                     |
| 2005 | Duderstadt                            | Mahananda (Airbase Remix)                         |
| 2005 | Lost Witness                          | Love Again (Airbase Vocal Mix)                    |
| 2005 | O’Callaghan & Kearney                 | Restricted Motion (Airbase Remix)                 |
| 2005 | Mike Foyle vs. Signalrunners          | Love Theme Dusk (Airbase pres. Parc Remix)        |
| 2005 | Arc In The Sky                        | Kissed (Airbase pres. Narthex Remix)              |
| 2006 | Under Sun feat. Mark Otten            | Capoeira (Airbase pres. Scarab Remix)             |
| 2006 | Talla 2XLC                            | Carry Me (Airbase Dub Mix)                        |
| 2006 | Armin Van Buuren feat. Justine Suissa | Wall Of Sound (Airbase pres. Parc Remix)          |
| 2006 | Imogen Heap                           | The Moment I Said It (Airbase pres. Scarab Remix) |
| 2006 | Carl B                                | Social Suicide (Airbase pres. Parc Remix)         |
| 2007 | Arksun                                | Arisen (Airbase pres. Parc Remix)                 |
| 2007 | Majai                                 | Lightwave (Airbase Dub Mix)                       |
| 2007 | Yamin feat. Marcie                    | So Tired (Airbase Remix)                          |
| 2007 | Tiesto feat. BT                       | Break My Fall (Airbase Remix)                     |
| 2007 | Jamaster A                            | Bells Of Tiananmen (Airbase Remix)                |
| 2008 | Leon Bolier                           | YE (Airbase Remix)                                |
| 2008 | Majai                                 | Phoria (Airbase Remix)                            |
| 2008 | Tiesto                                | Elements Of Life (Airbase Remix)                  |
| 2008 | Jamaster A                            | A Night In Beijing (Airbase Remix)                |
| 2008 | Stan Void                             | When You Know (Airbase Remix)                     |
| 2009 | Sunquest feat. Josie                  | A Little Bit Special (Airbase Remix)              |
| 2009 | Pulser                                | My Religion 2009 (Airbase Remix)                  |
| 2009 | Virtual Vault                         | Boundary (Airbase Remix)                          |
| 2009 | Matias Lehtola feat. Frida Harnesk    | Going Away (Airbase Remix)                        |
| 2010 | Solarstone                            | Solarcoaster (Airbase Remix)                      |
| 2010 | Kara Sun                              | Into The Sun (Airbase Remix)                      |
| 2012 | Marcel Woods                          | Don’t Tar Me With The Same Brush (Airbase Remix)  |